# Miklós Spányi

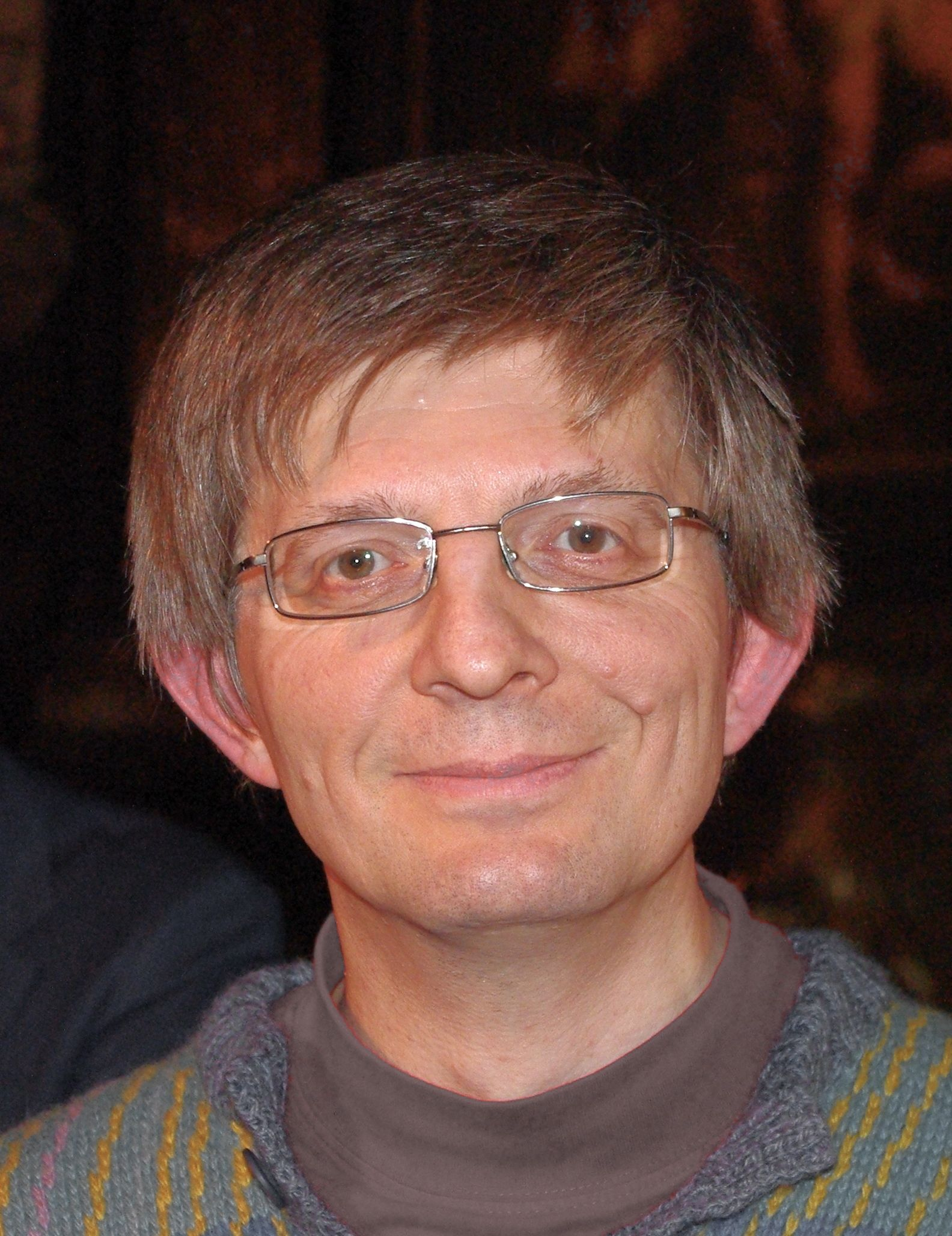
Miklós Spányi (2012)

Miklós Spányi (* 1962 in Budapest) ist ein ungarischer Organist und Cembalist.

## Leben und Wirken
Spányi studierte Orgel und Cembalo an der Franz-Liszt-Musikakademie in Budapest bei Ferenc Gergely und János Sebestyén und setzte seine Studien am Königlichen Flämischen Konservatorium in Antwerpen bei Jos van Immerseel sowie an der Musikhochschule München bei Hedwig Bilgram fort. Er gewann erste Preise bei internationalen Cembalowettbewerben in Nantes (1984) und Paris (1987).
Spány konzertierte in zahlreichen Ländern Europas als Solist für Tasteninstrumente (Orgel, Cembalo, Clavichord, Tangentenflügel und Fortepiano) sowie als Mitglied in verschiedenen Orchestern und Ensembles für Alte Musik.
Spányi konzentrierte sich als Interpret und Forscher auf das Werk von Carl Philipp Emanuel Bach. Er ist seit 1994 dabei, dessen Gesamtklavierwerk für BIS Records auf über 40 CDs aufzunehmen. Die Einspielung sämtliche Konzerte von C. P. E. Bach für Tasteninstrumente auf 20 CDs wurde bereits 2014 abgeschlossen. Er setzt sich außerdem insbesondere für die Wiederbelebung des Clavichords, dem Lieblingsinstrument von C. P. E. Bach, ein.
Von 1990 bis 2012 unterrichtete Spányi am Konservatorium von Oulu (Oulun konservatorio) und an der Sibelius-Akademie in Helsinki. Heute ist er Dozent an der Musikhochschule Mannheim, an der Franz-Liszt-Musikakademie in Budapest und am Conservatorium van Amsterdam.
Spányi ist 2023 Mitbegründer der Freien Akademie für Historische Tasteninstrumente in Neustadt an der Weinstraße, die das Ziel hat, regelmäßige Meisterkurse zu organisieren.

## Diskographie (Auswahl)
- C.P.E. Bach: Solo Keyboard Music. BIS (bisher 40 CDs erschienen).
- C.P.E. Bach: Keyboard Concertos. BIS (20 CDs).
- Johann Sebastian Bach: Famous Organ Works I & II. Hungaroton.
- Johann Sebastian Bach: Inventions & Sinfonias. Secremat.
- Johann Gottfried Eckard: Complete Works for Keyboard. 2 CDs. Hungaroton.